# تئاتر دولتی درام آق‌دام
تئاتر دولتی درام آق‌دام به‌نام «عبد الرحیم بیگ حقوردیف» (به ترکی آذربایجانی: Əbdürrəhim bəy Haqverdiyev adına Ağdam Dövlət Dram Teatrı) یکی از تئاترهای درام فعال در جمهوری آذربایجان و نمونه‌های فرهنگ قره‌باغ می‌باشد.

## تاریخ تئاتر
اولین تئاتر در شهرستان آق‌دام با کوشش و تکاپوهای فروان روشنفکران محلی و «عبد الرحیم بیگ حقوردیف» در سال ۱۹۰۲ گشایش یافته‌است. پس از دو سال تلاش‌های راسخ و سخت نهایتاً در سال ۱۹۰۴ تئاتر با نمایش نمایش‌نامه‌هایی از «میرزا فتحعلی آخوندزاده» و «عبد الرحیم بیگ حقوردیف» درهای خود را بر روی تماشاگران باز کرده‌است. این تئاتر برای سال‌های طولانی، بر اساس کارهای اجتماعی فعالیت کرده‌است.
بر پایه فرمان کابینه وزرا به تاریخ سال ۱۹۶۸، به‌عنوان تئاتر دولتی درام آق‌دام به‌نام «عبد الرحیم بیگ حقوردیف» شرع به فعالیت نموده‌است. از سال ۱۹۹۴ تا ۲۰۱۴ «ائلخان میکائیلف» از سال ۲۰۱۴ الی ۲۰۱۷ نیز «سرور علی اف» کارگردان ارشد این تئاتر بوده‌اند. در سال ۲۰۱۷ «نوروز جعفرف» به این سمت منصوب شده‌است.